# Турбофолк
Турбофолк (понякога наричан попфолк или популярен фолк) е поджанр на съвременната поп музика, създадена в Западните Балкани, която първоначално се е развила през 80-те и 90-те години, със сходни музикални стилове в България (Попфолк), Румъния (Манеле), Босна и Херцеговина и Албания (Талава). Това е фюжън жанр на популярна музика, смесващ сръбската народна музика с други жанрове като поп, рок, електронна и някои хип-хоп.

## Предистория и характеристики
Турбо-фолк музиката се появява като субкултура в провинцията през 70-те години, преди да мигрира в града през 80-те и в крайна сметка да достигне до по-нататъшно разрастване през 90-те по време на режима на Слободан Милошевич, югославските войни, инфлацията и политическата изолация.
Терминът първоначално е създаден от черногорския музикант Рамбо Амадеус, шеговито позовавайки се на собствения си музикален стил. Скоро обаче критиците се позовават на музикален стил, който е комбинация от поп музика, базирана на песен с елементи на електронна музика, Eurodance и хип-хоп или други жанрове, които не са свързани с истинската сръбска традиционна музика. Турската и гръцката народна музика също оказват голямо влияние, като често има случаи на плагиатство без последствия поради политическата ситуация в Югославия. Песните са композирани предимно от аплодирани рок и поп музиканти като Милич Вукашинович, Горан Брегович с текстове, написани главно от Марина Туцакович. Повечето парчета включват теми за любовта, главно за прелюбодейство и секс, след това за материализъм, алкохол и пороци.
Визуалният образ също претърпя промени и се насочи към естетиката на MTV. Музикалните видеоклипове и редакционните материали се ръководиха предимно от бившия арт фотограф Деян Миличевич, който сам посочи барока като основно вдъхновение. Турбо-фолкът се излъчва предимно по RTV Palma и RTV Pink.

## Изпълнители и популярност
Рекордът по продажби се държи от Лепа Брена, която е продала над 40 милиона плочи и е провела едни от най-големите концерти на Балканите, което я прави най-успешната босненска певица. Брена също се смяташе за символ на бивша Югославия, единството и властта на страната, а след разпадането на федерацията, на така наречената юго-носталгия. По това време единственият „съперник“, който Лепа Брена има, е Весна Змиянац. Змиянац и Брена бяха смятани за най-големите звезди в Югославия. Признатa за една от най-популярните югославски певици, Змиянац е наречена секс-символ, мода и гей икона от осемдесетте.
Сред различните турбофолк певци през деветдесетте години може би най-голямата звезда на десетилетието беше Драгана Миркович, която е продала повече от 10 милиона плочи. По това време тя беше подписана за Южни ветар, заедно с други популярни певци като Миле Китич, Синан Сакич и Шемса Сулякович. Може би една от най-известните бивши югославски художници, Зорица Брунцлик е известна със своя певчески глас, моден стил и яркорозова коса. Понякога тя и фолк певицата Снежана Джуришич са етикетирани като кралици на новата народна музика.
Въпреки това, Светлана Цеца Ражнатович и Аца Лукас доминира в края на деветдесетте години и в началото на две хиляди, придобили огромна популярност въпреки своите противоречия. Цеца е омъжена за Желко Ражнатович Аркан, военен престъпник и командир на сръбската доброволческа гвардия, докато Лукас е известен със своя обезпокоителен начин на живот, включващ наркомании и проблеми с хазарта. И двамата певци бяха арестувани по време на операцията Sablja през 2003 г. Въпреки това днес и двамата се считат за най-големите звезди на Балканите. Поради популярността си, Цеца се смята за „сръбската майка“. Тя държи и рекорда за най-големия концерт, направен от сръбска певица. На нейния концерт Ušće 2013 присъстват повече от 150 000 души. Йелена Карлеуша също става известна в средата на деветдесетте години, призната за силно сексуалния си образ и провокативна работа. През този период Хърватия също имаше свои собствени поп фолк звезди като Северина и Магазин с водещата си певица Йелена Розга.
През 2000-те доминираната от един човек сцена беше заменена от разнообразни изпълнители, които останаха популярни поне една година. Нова музика и нейните изпълнители бяха етикетирани като поп фолк изпълнители. Сръбският звукозаписен лейбъл Grand Production подписа почти всяка певица в страната, поемайки монопол върху музикалната индустрия със значително медийно пространство за нейните телевизионни предавания, музикални фестивали и списания. Гранд беше държан отговорен за успеха на повечето популярни актове като Сека Алексич, Индира Радич, Саша Матич, Гога Секулич, Стоя, Дара Бубамара, Ацо Пейович, Вики Милкович, Саня Джорджевич, Яна, Деян Матич и много други. В началото на 2000-те популярните певици Вики Милкович и Индира Радич станаха една от най-големите звезди в страната. През 2006 г. Индира Радич получи наградата за най-голям брой проведени концерти. През 2005 г. с албума си Mahi, mahi Вики Милкович се превръща в една от най-успешните и популярни певици по това време. Всяка песен от нейния албум стана огромен хит на Балканите. Популярното състезание по риалити Zvezde Granda създаде и много изгряващи звезди на поп фолка като Милица Тодорович, Таня Савич, Милан Станкович, Рада Манойлович и Милица Павлович, чиято кариера се управляваше от Гранд. Звездите, които се появиха в по-късните сезони, бяха Александра Прийович, Катарина Груич и Андреана Чекич.
Поп-фолкът е музикален жанр, доминиран от Ана Бекута и Неда Украден. И двамата са изключително популярни с кариерата си, продължила десетилетия. Ана Бекута е голяма звезда в Сърбия, докато Неда Украден е по-успешна на балканската музикална сцена.
През 2010-те поп фолкът възприемаше още по-голямо влияние и често вливаше електронен или хип-хоп, като се навеждаше към клубната музика. Преди това подземно хип-хоп дуо, Elitni Odredi спечели огромна популярност, след като комерсиализираха звука си, като добавиха фолк музика. Те бяха пионерите на дигиталната ера в сръбската музика, избягвайки масовите медии, докато използваха YouTube като основна платформа. Босненската певица Мая Берович, която отбеляза умерен успех през 2000-те, достигна зенита на кариерата си, когато си сътрудничи с рапърите Джала Брат и Буба Корели в албума си за 2017 г. Viktorijina tajna, което беше смесица от съвременен R&B и поп фолк.

## Критика
Макар и много популярен, турбо-фолкът се описва като псевдофолклор, като често го свързва със сръбското участие в босненски и хърватски конфликти през деветдесетте години. Тази лява част на сръбското и хърватското общество изрично възприема тази музика като вулгарен, почти порнографски кич, възхваляваща престъпност, морална корупция и националистическа ксенофобия. В допълнение към установяването на връзка между турбофолк и „спечелване на война, култ към престъпността и оръжията, управление на силата и насилие“, в нейната книга Smrtonosni sjaj (Смъртоносно великолепие) Теоретикът на белградската медия Ивана Кроня нарича визията му като „агресивна, садистична и порнографски еротизирана иконография“. По същия начин британският теоретик на културата Алексей Монро нарича феномена „порнонационализъм“. Въпреки това, турбо-фолкът беше еднакво популярен сред южнославянските нации по време на жестоките войни от 90-те години, отразявайки може би общите културни настроения на враждуващите страни.
Устойчивостта на турбо-фолк културата и музикален жанр, често по-нататък „саундтрака към войните на Сърбия“, е и до известна степен все още е активно лансираната и експлоатирани от проправителствени търговски телевизионни станции, най-вече на телевизионните канали Pink и Palma, които отделят значителна част от графика си за излъчване на турбо фолк предавания и музикални видеоклипове.
Други обаче смятат, че това пренебрегва специфичния социален и политически контекст, породил турбо-фолк, който според тях е напълно различен от контекста на съвременната западна популярна култура. Според тях турбо-фолкът служи като доминираща парадигма на „войнстващия националистически“ режим на Слободан Милошевич, „изцяло контролиран от режимните медийни мениджъри“. Джон Фиске смята, че през този период турбо-фолкът и неговият близък сръбски евроданс са имали монопол над официално разрешената популярна култура, докато, според него, за разлика от това, западните култури на масовите медии от онова време са предоставили разнообразие от музикален жанр, младежки стилове и следователно идеологически длъжности.
|  | Тази страница частично или изцяло представлява превод на страницата Turbo-folk в Уикипедия на английски. Оригиналният текст, както и този превод, са защитени от Лиценза „Криейтив Комънс – Признание – Споделяне на споделеното“, а за съдържание, създадено преди юни 2009 година – от Лиценза за свободна документация на ГНУ. Прегледайте историята на редакциите на оригиналната страница, както и на преводната страница, за да видите списъка на съавторите. ВАЖНО: Този шаблон се отнася единствено до авторските права върху съдържанието на статията. Добавянето му не отменя изискването да се посочват конкретни източници на твърденията, които да бъдат благонадеждни. |